# Nicasio Garbayo Ayala
Nicasio Garbayo Ayala va ser un metge i polític republicà de Navarra (Espanya). Va ser alcalde de Pamplona entre 1931 i 1934, el segon alcalde després de la proclamació de la II República Espanyola i últim alcalde republicà abans de l'esclat de la Guerra Civil.
Va formar part de la candidatura de la Conjunció Republicano-Socialista a l'ajuntament de Pamplona en les eleccions del 12 d'abril de 1931, com a membre del Partit Republicà Autònom Navarrès. Després de la repetició de les eleccions municipals, impugnades, al maig de 1931, va obtenir acta de regidor, i va ser escollit alcalde de Pamplona al novembre de 1931 després de la marxa de Mariano Ansó a les Corts Generals, en ser elegit diputat a les eleccions generals espanyoles de 1931. En 1933 va entrar a formar part d'Acció Republicana, el partit de Manuel Azaña, confluint a Izquierda Republicana al març de 1934. A l'agost d'aquest any va dimitir dels seus càrrecs juntament amb els tinents d'alcalde esquerrans i fou succeït pel carlista Tomás Mata Lizaso.